# Школа садово-паркового искусства и ландшафтной архитектуры
Школа садово-паркового искусства и ландшафтной архитектуры — возрождённая в России дореволюционная школа подготовки профессиональных садовников. Существовала в Петербурге в 90-е годы. Представляла собой старшие специализированные классы для мальчиков, с углублённым изучением предметов экологического направления на базе 91 школы Петроградского района СПб. Ориентирована на подготовку специалистов — садовников и ландшафтных архитекторов. Школа давала углублённое экологическое образование и воспитание: знакомство с технологиями основных садово-парковых работ на земле и сопряжённых территорий, в природных и других условиях с объектами выращивания и обитания. Существовала на Елагином острове в Санкт-Петербурге в 1991—1994, затем (1995—1999) — на территории Петропавловской крепости и в Санкт-Петербургском Ботаническом саду , вплоть до своего закрытия.

## История
В 1991 году мэр Санкт-Петербурга Анатолий Собчак обеспокоился состоянием садов и парков города. Их нужно было привести в порядок к 300-летию города, но специалистов, которые могли бы это сделать, не было.
Хранитель Елагина острова Андрей Рихардович Метс., совместно с педагогом - Людмилой Петровной Солоницыной предложили возродить Школу садово-паркового искусства. В XIX веке царские садовники обучались своему искусству именно на Елагином острове. А.Р.Метс сам был учеником последних садовников царской школы и хотел восстановить эту профессию. Собчак дал добро. Через некоторое время в Школу садово-паркового искусства объявили первый набор.

### Помещение
В 1991 году Школе садово-паркового искусства было выделено историческое здание - один из старых фрейлинских корпусов Елагина острова. Учебные помещения занимали два этажа и включали в себя актовый зал, два учебных класса на 20 человек, учительскую, трапезную, библиотеку, гардеробную и гостиную. Часть занятий, а также церемония вручения дипломов об окончании проводились непосредственно в самом Елагиноостровском дворце. Позднее, школа переехала в помещения Ботанического сада на Аптекарском острове, где и существовала вплоть до своего закрытия.

## Образовательный процесс
Каждое утро в школе начиналось с физической тренировки, после чего начинались общеобразовательные занятия. В середине учебного дня был перерыв на полтора часа. Потом опять занятия. А вечером молодые садовники выходили в парк и работали: начиная от уборки газона, заканчивая прививанием растений и селекцией.
Обучение в школе садовников продолжалось 2-3 года и проходило одновременно по двум циклам: общеобразовательному и специализированному. По окончании третьего года обучения, выпускникам вручали диплом о получении профессии ландшафтного архитектора, после чего можно было приступить к работе или продолжить обучение в специализированных вузах города.
Учащиеся и выпускники школы выполняли работы по восстановлению и сохранению садов и парков СПб и окрестностей: Летний сад, Петропавловская крепость, Павловский парк, Рождествено (музей-усадьба), сады и парки Крыма.

### Специализированные учебные дисциплины
Кроме предметов общеобразовательного цикла, учащиеся изучали специальные предметы:
- История садово-паркового искусства
- Дендрология
- Цветоводство
- Садово-парковое строительство
- Механизация садово-парковых работ
- Почвоведение
- Общая экология
- История искусств
- Ландшафтоведение
- Рисование
- Ботаника
- Немецкий язык
- Латынь

## Учащиеся
В школу принимались мальчики из петербургских семей, после 8-9 классов. Конкурс был довольно большой, по десять человек на место. В итоге отобирали 25 ребят.